# Hugh Carey
Hugh Leo Carey (New York, 11 april 1919 – Shelter Island (Suffolk County), 7 augustus 2011) was een Amerikaans politicus van de Democratische Partij. Hij was tussen 1961 en 1974 afgevaardigde voor het 12e en het 15e District van de staat New York en van 1975 tot 1982 gouverneur daarvan.
Carey was van beroep advocaat. Tijdens de Tweede Wereldoorlog diende hij als kolonel.
- Gemeinsame Normdatei: 1188761188
- International Standard Name Identifier: 0000 0000 8232 9774
- Library of Congress Control Number: n80086295
- Nationale Bibliotheek van Israël: 987007317873505171
- SNAC: w6639rbq
- Biographical Directory of the United States Congress: C000143
- Virtual International Authority File: 52989312
- WorldCat: E39PBJxcXtWJMbrPCxtkWVVQv3